# Vladimir Dimitrov
Vladimir Dimitrov, bolgarski šahovski velemojster, * 1968, Bolgarija.